# Hellinikos Ichnilatis
Der Hellinikos Ichnilatis (Ελληνικός Ιχνηλάτης, Griechischer Laufhund, Griechische Bracke) ist eine von der FCI anerkannte Hunderasse aus Griechenland (FCI-Gruppe 6, Sektion 1.2, Standard Nr. 214).

## Herkunft und Geschichte
Entstanden ist der Hellinikos durch Kreuzung älterer griechischer Laufhunde, auch des Kritikos Lagonikos, mit dem italienischen Segugio Italiano und dem Jura Laufhund. Die Rasse wurde am 16. Oktober 1959, nach Antrag der damaligen Kynologischen Gesellschaft Griechenlands, als  bisher einzige Hunderasse Griechenlands, von der FCI anerkannt. Der Hellinikos Ichnilatis ist selbst in Griechenland recht selten und außerhalb kaum anzutreffen.

## Beschreibung
Der sehr ausdauernde und robuste Hund wird bis 55 cm groß und 20 kg schwer. Das kurze, dichte Haar ist schwarz und lohfarben abgesetzt. Die hängenden Ohren sind hoch angesetzt.

## Verwendung
In der Rassenbeschreibung werden die feine Nase und die große Widerstandskraft des Hellinikos Ichnilatis gelobt. Alleine oder als Meutehund sei er bei der Jagd sehr aktiv und eigne sich für jedes ebene und sogar felsiges, bergiges Gelände. Seine Stimme sei laut und wohlklingend.